# 小湯山医院
小湯山医院（シャオタンシャンいいん）、または小湯山リハビリテーション医院（中国語: 北京小汤山医院、北京市小汤山康复医院、英語: Xiaotangshan Hospital）は、北京市昌平区小湯山鎮にある病院。北京市に属する三級総合医院で、敷地面積約500畝（約33.33ha、33万3300m2）。「小湯山」の名前は、山の上に温泉があることに由来する。
2003年に非定型肺炎SARSが流行した時期には、隣接地にSARS専用の病院である小湯山SARS医院（小汤山非典医院）がわずか7日で建設され、SARSの流行を封じ込めた。なお小湯山SARS病院はその後荒れ果て、廃墟マニアの間で「恐怖の小湯山医院（恐怖的小汤山医院）」「中国版サイレントヒル（中国版寂静岭）」などの異名を取る廃墟スポットと化したために2010年に撤去されたが、2019年から2020年にかけて流行した新型肺炎の患者を治療するために2020年1月28日より改修を開始し、3月17日に再開業した。

## 沿革
中華人民共和国の建国後、中国衛生部は小湯山鎮に「衛生部小湯山療養院」を設立し、国家級温泉療養区とした。
1958年、衛生部小湯山療養院および解放軍第一二三療養院、解放軍第一〇七療養院、全国総工会小湯山温泉療養院は合併し、「北京小湯山療養院」となり、中国人民解放軍総後勤部が管理するリハビリ専用の療養院となった。
1982年、「北京リハビリテーションセンター」に改名され、北京市保健局の管理下に置かれた。1985年、北京小湯山リハビリテーション病院と改名された。1988年、「北京小湯山医院」を増設。

## 施設
小湯山医院は現在、リハビリに特化した病院となっており、主に中枢・末梢神経の損傷、骨および骨関節の疾病、慢性病の臨床治療とリハビリテーションに焦点を当てている。温泉療養施設も存在する。北京市に属する病院グループにおいては、主に亜急性期および回復期の患者がリハビリのために小湯山医院に転院してくる。
2019年5月14日、小湯山医院は予防医学と功能医学の調査及び研究のための先端医療基地に認定された。

## 小湯山SARS医院

### 沿革
2003年にSARSの流行がピークに達した時、北京市の主な病院は病人であふれかえり、ベッドが不足していた。4月22日に北京で開催されたSARSの予防と治療に関する合同会議において、中国疾病管理予防センターの専門家は、病床が十分ではない状況において、小湯山医院などの比較的良い状態の療養施設の使用を検討できると提案した。その後、朱青生衛生部副部長、刘敬民北京市副市長、および専門家が小湯山を現地視察し、小湯山は新しい病院の建設に適していると考えた。療養院自体は200床しかなかったが、近くに広い開発用地があった。そして、その場所の周辺は空き地であり、重機を使った施工に便利であった。さらに、北京市街へ飲用水を供給する大水路である京密引水渠は小湯山医院の北4 kmにあり、北京の水源に影響を与えることなく汚染水を適切に処理できる。
4月22日、 中華人民共和国国務院は建設計画を確定し、100万元を投資して、小湯山地区に40.3ヘクタールの土地を確保し、世界最大の野外感染症病院を最速で建設することを決定した。このプロジェクトは、中国衛生部と北京市人民政府が主導した。 22日の夕方、北京建設委員会は約4,000人の労働者と約500台の重機を派遣し、北京市にある大手ゼネコン6社すべてが建設に参加した。4月23日、病院建設プロジェクトが開始された。7日後の4月29日、病院は完成し、同日に完了検査を通過した。 4月30日に、保健省と北京市政府は、病院が使用のために引き渡されたことを発表し、 中国人民解放軍小湯山SARS医院（北京市小湯山医院SARS病房）（通称「小湯山SARS医院」）と名付けられた。小湯山SARS医院は一級伝染病医院だったが、当時世界最大の感染症医院であり、世界の病院建設の最速記録を樹立した。北京市衛生局の広報スタッフが2010年に語った所によると、厳密に言うなら当初は「小湯山SARS医院」という物はなく、一つの病院というよりも臨時野戦医療所であったと述べた。
2003年5月1日の夜より、全国からSARS患者の受け入れを開始した。中国人民解放軍は1,200人の軍の医療スタッフを治療のために病院に派遣した。小湯山SARS医院は計680人のSARS患者を受け入れ、これは全世界の患者数の10分の1、中国国内の患者数の7分の1に達した。
最終的に、小湯山SARS医院で672人が回復し、退院した。治療とケアに関与した1,383人の医療スタッフは誰も感染しなかった。6月23日の早朝、小湯山から第1陣として900人の医療メンバーが北京から撤収した。6月24日、世界保健機関は北京がSARSの影響を受けた地域のリストから削除されたことを発表した。 

### 施設
小湯山SARS医院は、基本的に1階建の病棟で、軽量の建築材料を使用している。病院は3つの機能エリアに分かれており、新築された病棟は控制区、医療スタッフの居住エリアは緩衝区、行政および兵站事務エリアは清浄区となっており、各エリアの職員は汚染の拡散を防ぐために別々に活動している。 この中で病区は東病院地区と西病院地区に分けられており、それぞれ確定患者と疑似症患者で分けられている。各病区には6列の病棟があり、南側にはX線室、CT室、手術室がある。北側は集中治療室、診察室、検査室である。各病棟は約15平方メートルで、トイレと浴室、電灯、ナースコール、酸素呼吸器、エアコン、電話、テレビなどの電化製品が装備されている。
病院は、病院周辺の環境を汚染から保護するため、汚水処理場を新たに建設した。廃棄物を焼却するための特別な廃棄物処理装置も設置された。

### その後
SARSの流行が終わった後、その特殊な設備状況によって利用価値がないために放棄された。2010年に解体される前は、北京で別の大規模な流行が起こった時のための予備地点であると考えて留保されていた。2009年、中国疾病予防管理センター疫学主任研究者である曾光は、もし北京で大規模な疫病が発生し、それが危急であり、他の場所で処理できない場合は、そこに移転できると述べた。 しかし、実際の小湯山SARS医院は長い間放置され、管理する人もなく、草木が生い茂り荒れ果てた状態になっており、「中国のサイレントヒル」の異名を取る廃墟と化していた。
2010年4月2日、北京市衛生局は小湯山のSARS病棟を撤去すると発表した。